# Moca nephallactis
Moca nephallactis är en fjärilsart som beskrevs av Edward Meyrick 1906. Moca nephallactis ingår i släktet Moca och familjen Immidae. Inga underarter finns listade i Catalogue of Life.